# Vitamins Revive
Vitamins Revive es una marca de revitalización capilar creada en 2022 por especialistas en cabello y cuero cabelludo. Sus fundadores  abordan el tratamiento capilar de forma holística, aprovechando más de 80 años de experiencia en el estudio y tratamiento de problemas capilares. Estos también forman parte de una empresa familiar de cuidado capilar de tercera generación que lleva funcionando desde 1943.

## Historia
Fundada en 2022, la empresa ofrece tratamientos contra la caída del cabello para mujeres y hombres, que abordan la raíz de los problemas de adelgazamiento y pérdida del cabello. Su línea de productos incluye vitaminas para la salud capilar en mujeres, diseñadas para prevenir eficazmente la caída del cabello y promover su crecimiento.

### Productos
Kit de vitaminas para el crecimiento del cabello para mujeres: probado clínicamente por Citruslabs en un ensayo clínico de 12 semanas (ClinicalTrials.gov ID: NCT06120933) en EE. UU., este suministro de 2 meses de suplementos para el crecimiento del cabello para mujeres incluye dos productos veganos: Hair Nutra Growth y Hair Nutra Boost. Diseñados para combatir la caída del cabello y favorecer su recrecimiento, estos suplementos están enriquecidos con vitaminas, minerales y extractos naturales que fortalecen y nutren el cabello desde el interior. Entre ellos se incluyen vitamina A, vitamina C, vitaminas del grupo B, biotina, MSM, zinc, palma enana americana, corteza de pino y muchos más. Según su sitio web, este tratamiento sin crueldad para el crecimiento del cabello está avalado por dermatólogos y tricólogos.

## Conexiones externas
- en Medium

- Datos: Q126827827